# Bogdanów-Kolonia
Bogdanów-Kolonia – wieś w Polsce położona w województwie łódzkim, w powiecie piotrkowskim, w gminie Wola Krzysztoporska. 
| SIMC    | Nazwa            | Rodzaj    |
| ------- | ---------------- | --------- |
| 0555301 | Wola Bogdanowska | część wsi |

W latach 1975–1998 miejscowość administracyjnie należała do województwa piotrkowskiego.
Przez wieś przepływa największa rzeka gminy – Bogdanka – odgałęzienie Luciąży, stanowiącej lewy dopływ Pilicy. Przez miejscowość przebiega również linia kolejowa łącząca Piotrków Trybunalski z Bełchatowem. Ruch pasażerski na tej linii został zlikwidowany 1 maja 2000.
1 stycznia 2013 roku do wsi Bogdanów-Kolonia włączono Wolę Bogdanowską.